# Oday Aboushi
Oday Aboushi (New York, 5 giugno 1991) è un giocatore di football americano statunitense che milita nel ruolo di offensive tackle per i Los Angeles Rams della National Football League (NFL). Al college ha giocato a football all’Università della Virginia.

## Carriera

### New York Jets
Aboushi fu scelto nel corso del quinto giro (141º assoluto) del Draft NFL 2013 dai New York Jets. Dopo non avere disputato alcuna gara ufficiale nella sua stagione da rookie, nella successiva scese in campo 12 volte, di cui 10 come titolare.

### Houston Texans
Il 16 settembre 2015, Aboushi firmò con gli Houston Texans, con cui disputò 11 partite in due stagioni.

### Seattle Seahawks
Il 17 marzo 2017, Aboushi firmò con i Seattle Seahawks. Nel terzo turno fu schierato per la prima volta come guardia destra titolare dopo le prestazioni negative di Mark Glowinski. L'8 dicembre fu inserito in lista infortunati per un infortunio subito nella settimana 12 contro gli Atlanta Falcons, chiudendo la stagione con 8 presenze, tutte come titolare.